# يوم ذات البشام
يوم ذات البشام ويسمى كذلك يوم نبط وهو يوم من أيام العرب في الجاهلية وكان بين قبيلة هذيل وقبيلة سليم في منطقة تسمى نبط قرب مكة, قال أبو عبيدة البكري «وضاح ونبط: واديان قبل مرّ - وادي فاطمة حاليا -».

## خبر المعركة
قال الراوية الجمحي في سرد خبر هذا اليوم.
| يوم ذات البشام | أقبلت غازية من بني سليم بن منصور يقودهم الجموح أخو بني طفرٍ وأبو بشر حتى بيتوا بني لحيان وبني سهم من هذيل بنبطٍ ثم بوادٍ من نبط يقال له ذات البشام وكان الجموح وأبو بشرٍ قد تحالفا على الموت وكان في كنانة الجموح نبل معلمة بسوادٍ حلف ليرمين بها جمعاء قبل رجعنه في عدوة (فأنقتل أبو بشر وأنهزم أصحابه وقتل منهم بشر أصابتهم بنو لحيان تلك الليل وأعجزهم الجموع) | يوم ذات البشام |

فهرب الجموح السلمي الى امراته فقالت له وهي تلومه فقالت «ألا أرى مع النبل التي كنت اليت فيها لترمين بها وافرة !؟». فقال الجموح في هذه الحادثة.